# Voluntarios de la República
Los Voluntarios de la República fue un cuerpo de milicias establecido por la Primera República española en febrero de 1873. En muchos casos los voluntarios se sumaron a la rebelión cantonal de verano de ese año.

## Historia
Fueron creados mediante un Decreto promulgado el 14 de febrero de 1873, solo tres días después de la proclamación de la Primera República española. El Decreto decía lo siguiente:

Considerando que para la defensa de las instituciones y del orden pública nunca ha sido más necesario que ahora el armamento del pueblo. Considerando que no sería justo ni lógico que continuasen desarmadas las fuerzas que se disolvieron o fueron disueltas por no haber querido reconocer la dinastía de Saboya o por haber defendido prematuramente la República, se decreta:
1. Los Voluntarios de la Libertad [disueltos en octubre de 1868] se llamarán en adelante Voluntarios de la República.
2. Se reorganizarán inmediatamente en la forma que tuvieron los cuerpos de voluntarios que hayan sido disueltos desde el mes de octubre de 1868. [...]
6. Las fuerzas de Voluntarios de la República dependerán directamente del Ministerio de la Gobernación.

El 17 de febrero un diputado del Partido Demócrata-Radical presentó ante la Asamblea Nacional un proyecto alternativo en forma de proposición de ley por la que se creaba una «fuerza pública» con el nombre de Milicia Nacional, obligatoria para «todos los ciudadanos desde los 25 hasta los 40 años» y cuya misión sería «la defensa en caso de guerra y la conservación del orden en tiempo de paz en las poblaciones», pero no prosperó. Lo que sí se organizaron en algunas ciudades, singularmente en Madrid, fueron cuerpos de «Vecinos honrados» integrados por personas pertenecientes a las clases acomodadas como respuesta a los Voluntarios de la República formados en su mayoría por miembros de las clases populares.

## Memoria histórica
El Himno a los Voluntarios de la República fue el primer poema que dedicó el poeta César Vallejo a la Guerra de España.